# Jette Hvidtfeldt
Jette Hvidtfeldt (født 31. januar 1950) er en dansk journalist og forfatter.
Hvidtfeldt blev uddannet fra Danmarks Journalisthøjskole og Ritzaus Bureau i 1971 og blev efterfølgende ansat her. Hun arbejdede fra 1977 til 1980 freelance for DR m.fl. i Bruxelles. Hjemme i Danmark fortsatte hun som freelance, men kom i 1984 til DR, som hun forlod i 1999. Siden har hun været freelancejournalist og selvstændig mediekonsulent med selskabet Rugaard og Hvidtfeldt, der ejes sammen med ægtefællen Lars Rugaard. De senere år har hun desuden skrevet flere politiske biografier.
Fra 2000 til nedlæggelsen i 2002 var Hvidtfeldt formand for Videnscenter for Ligestilling.